# Fejes Imre
Fejes Imre (Budapest, 1970. február 26. –) újságíró, író.
Több magazin alapító főszerkesztője volt, többek között: Cinema Video Plus, VOX Mozimagazain, Mister Magazin, DVD magazin, Filmcsillag, T3, Home & Trend, Autoszalon, Music, Qui. Három könyve jelent meg, köztük két hivatalos önéletrajz (Eddie Murphy, Leonardo DiCaprio). Könyveinek eladott példányszáma meghaladja a százezer darabot.

## Tanulmányok
1984–1988 Németh László Gimnázium
1988–1990 MÚOSZ Újságíró Akadémia

## Munkássága
1990–1992 Újságíró a Magyar Hírlapnál
1992–1994 A Nap Tv szerkesztő-riporter-műsorvezetője
1994–1996 A Reggel című televíziós műsor szerkesztő-riportere
1996–1998 A Danubius Rádió műsorvezetője
1997-2002 A VOX Mozimagazin alapító főszerkesztője
1998–2000 A Sláger Rádió alapító-műsorvezetője
2000 A Mister magazin, magyar-angol nyelvű exkluzív kiadvány alapító-főszerkesztője
2004–2012 Az International Publishing House lapkiadó vállalat alapító-résztulajdonosa, kreatív vezetője, a kiadó által megjelentetett magazinok főszerkesztője (Filmcsillag, DVD magazin, Music, Quiz, T3, Home and Trend). Több nagy sikerű film magyarországi executive producere volt (Szarvasvadász, Bud Spencer-Terence Hill-filmek, Konvoj, Elveszett gyerekek városa).
2010-2014 Az Europa Records DVD és zeneműkiadó alapító-társtulajdonosa, kreatív vezetője, a kiadványok producere (Művészeik (többek között): Bangó Margit, Mujahid Zoltán, Koltai Róbert, Galla Miklós, Laár András Holló Színház, Pa-Dö-Dö, Koncz Zsuzsa, Antal Imre) DVD executive producerként kb 500 film és sorozat megjelenését támogatta Magyarországon) együttműködésben olyan tv-csatornákkal, mint a Minimax, Spektrum TV, MTV).
2012-2014 az Optical Disc Services GmbH közép-kelet-európai képviseletének vezetője
2015-2016 A Bethlen Téri Színház sajtósa
2016-2017 A Holdvilág Kamaraszínház sajtósa
2017- Szabadúszó újságíró, író

Az alábbi weblapok főszerkesztője volt:
- fse.hu
- vox.hu
- dvdmagazin.hu
- europareords.hu
- zorabooks.hu
- benslogistic.hu

### Oktató
1998 Komlosi oktatási stúdióban, Kodolányi János Főiskola, média szak.

Tanítványai között volt (többek között): 
- dr. Köbli Norbert újságíró, forgatókönyv-író, az első magyar Golden Globe-díjas film írója
- Hanula Zsolt (Index),
- Csizmazia Gábor (a hetedik sor közepe[1] c. blog szerzője is)

### Interjúk (többek között)
Jack Nicholson, Eddie Murphy, Pierce Brosnan, Martin Scorsese, Sean Penn, Kevnin Costner, Kathy Bates, Billy Crystal, Andie MacDowell.

## Megjelent könyvei
- 1996 Eddie Murphy - hivatalos önéletrajz (JLX kiadó) ISBN 963-305-046-4 [2]

- 1998 Leonardo DiCaprio - hivatalos önéletrajz (FSE Press) ISBN 963-03-4985-X [3]

- 2012 Rókamese (mesekönyv 3-9 éveseknek) illusztrálta Faltis Alexandra (Lizzy Trade) ISBN 963-87784-1-5 [4]